# Чемпионат Палау по футболу
Футбольная лига Палау (англ. Palau Soccer League) — чемпионат Палау по футболу. Вследствие недостатка средств все матчи проходят на Легкоатлетическом стадионе Палау в Короре.

## Команды
- Аираи (Airai) — команда из штата Аираи, расположенного на острове Бабелтуап.
- Бангладеш (Team Bangladesh).
- Дэо Нгатпанг (Daewoo Ngatpang) — команда из штата Нгатпанг на острове Бабелдаоб.
- Корор (Koror) — команда из одноимённого города.[1]
- Крамерс (Kramer’s FC Koror) — команда из Корора.
- Маунт Эверест Непал (Mount Everest Nepal).
- Мелекеок (Melekeok FC) — команда из деревни Мелекеок штата Мелекеок, расположенного на острове Бабелтуап.
- Нгардмау (Ngardmau) — команда из Нгерулмуда столицы Палау, расположенной на острове Бабелтуап.
- Нгеремленгуи (Ngeremlengui) — команда из штата Нгеремленгуи, расположенного на острове Бабелтуап.
- Сурангел энд Сонс Компани (Surangel and Sons Company).
- Тигр Палау (Palau Tiger Team) — команда из города Корор.[2]
- Юниверсал Пис Фандейшен (Universal Peace Fundation).

## Сезоны
- 2004
  -  Дэо Нгатпанг
  -  Маунт Эверест Непал
  -  Тигр Палау
  - 4. Бангладеш

- 2005
  -  Бангладеш

- 2006
  -  Сурангел энд Сонс Компани

- 2006/07
  -  Бангладеш
  -  Сурангел энд Сонс Компани
  -  Маунт Эверест Непал
  - 4. Тигр Палау
  - 5. Юниверсал Пеас Фундатион

- 2008
  -  Крамерс (Корор)

- 2009
  -  Мелекеок

- 2010
  -  Дэо Нгатпанг

- 2011
  -  Нгеремленгуи
  -  Аираи
  -  Нгардмау
  - 4. Корор

- 2012

- 2013